# ダン・ベイリー
ダン・ベイリー（Dan Bailey 1988年1月26日 - ）はオクラホマ州オクラホマシティ出身のアメリカンフットボール選手。現在NFLのミネソタ・バイキングスに所属している。ポジションはプレースキッカー。

## 経歴

### プロ入りまで
オクラホマ州立大学時代の2010年にFG28本中、24本成功、トライフォーポイント66本中65本を成功し、ルー・グローザ賞（カレッジフットボール最高のキッカーに与えられる賞）を受賞した。またビッグ12カンファレンススペシャルチーム部門の最優秀選手に選ばれた。

### ダラス・カウボーイズ
2011年7月25日、ドラフト外フリーエージェントでダラス・カウボーイズと契約し入団した。プレシーズンにはデビッド・ビューラーとワシントン・レッドスキンズを解雇されたシェーン・グレアム、デトロイト・ライオンズを解雇されたデイブ・レイナーと争った結果、キックオフはビューラーが担当するもののFGなどを担当することとなった。
第2週のサンフランシスコ・フォーティナイナーズ戦ではわずか21ヤード（エクストラポイントよりわずか1ヤード長いだけ）のFGを失敗した。しかし残り4秒で48ヤードの同点FGを成功させ、さらにオーバータイムに19ヤードのFGを成功させた。第3週のワシントン・レッドスキンズとのマンデーナイトフットボールでは6FGを決めてチームの全得点をあげて勝利に貢献、NFCスペシャルチーム部門の週間MVPに選ばれた。第8週のフィラデルフィア・イーグルス戦では故障を抱えたパンター、マット・マクブライアーの代わりに試合途中からパントを蹴った。11月20日に行われたワシントン・レッドスキンズ戦ではオーバータイムに39ヤードの決勝FGを決めた。第13週のアリゾナ・カージナルス戦では第4Q終盤に、49ヤードのFGを決めたが、プレイ直前にジェイソン・ギャレットヘッドコーチがタイムアウトをかけており、蹴り直しとなり2度目のキックは失敗、チームはオーバータイムで敗れた。第14週、ニューヨーク・ジャイアンツ戦では試合終了直前に同点を狙ったFGがジェイソン・ピエールポールにブロックされた。
2012年、第7週のカロライナ・パンサーズ戦では4本全てのFGを成功し、19-14の勝利に貢献した。
2013年シーズンはFG30回中28回成功、シーズン終盤には21回連続でFGを成功させた。2014年1月23日、2020年までの契約延長を果たした。
2014年9月21日のセントルイス・ラムズ戦で28回連続FG成功のチーム記録を樹立した。それまでの記録はクリス・ボニオルの27回連続であった。10月5日のヒューストン・テキサンズ戦で53ヤードのFGを失敗したが、30回連続まで記録を伸ばした。オーバータイムに49ヤードの決勝FGを成功させた。10月12日のシアトル・シーホークス戦の第2Qに42ヤードのFGを成功させると、史上最も正確性のあるキッカーとなった。
2015年、チーム史上2位となる182回目のエクストラポイントを成功させて、マイク・クラークを抜き、カウボーイズ史上歴代2位となった。12月7日のマンデーナイトフットボール、ワシントン・レッドスキンズ戦で4本のFGを全て成功させ、自身2度目のNFCの週間最優秀選手（スペシャルチーム部門）に選ばれた。その後、FG成功率を91.0%まで伸ばした彼はNFL歴代1位の成功率となった。この年、FG成功率93.8%、39ヤード以内のFGは19本全て成功させた。エクストラポイントも25本全て成功させた。なおこの年から、NFLはエクストラポイントを2ヤードラインから15ヤードライン（33ヤードのFGと同等）からにルール変更した。
2016年、開幕戦のニューヨーク・ジャイアンツ戦で54ヤード、56ヤードを含む4本のFGを全て成功させたが、チームは19-20で敗れた。10月16日のグリーンベイ・パッカーズ戦で3本のFGを成功させた。自身23回目の3本以上FG成功となり、チーム記録を更新した。12月18日のタンパベイ・バッカニアーズ戦で6本のFGを蹴り、4本を成功、2本を失敗した。彼が2本のFGを失敗するのは、2011年以来のことであった。
2017年、ニューヨーク・ジャイアンツとの開幕戦、サンデーナイトフットボールで4本のFGを成功、19-3で勝利した。翌週のデンバー・ブロンコス戦では自己タイ記録の56ヤードのFGを成功させた。第7週のサンフランシスコ・フォーティナイナーズ戦で股関節を負傷した。その後、ロサンゼルス・チャージャーズとのサンクスギビングゲームで復帰したが、続くニューヨーク・ジャイアンツ戦では2本のFGと1本のエクストラポイントを失敗した。プレーオフに生き残りをかけたシアトル・シーホークス戦では3本のFGを失敗した。負傷する前は100本以上のFGを蹴ったキッカー中NFL1位の成功率であったが、ジャスティン・タッカーに抜かれた。
2018年9月1日、カナディアン・フットボール・リーグのジャーニーマンであったブレット・メヒアとのポジション争いに敗れてカウボーイズから解雇された。カウボーイズは彼の解雇でサラリーキャップを340万ドル空けた。カウボーイズでは、FG成功率88.2%、275回連続でエクストラポイントを成功、30回連続でFG成功、186回のFG成功の記録を残した。

### ミネソタ・バイキングス
2018年9月17日、新人のダニエル・カールソンが第2週のグリーンベイ・パッカーズ戦で3本のFGを失敗して解雇された、ミネソタ・バイキングスと契約を結んだ。この年彼は28本中21本のFGを成功、30ヤードから39ヤードのFGは11本全て成功させた。
2019年3月19日、バイキングスと再契約を結んだ。第5週のニューヨーク・ジャイアンツ戦で4本のFG、2本のエクストラポイント全てを成功させて、週間最優秀選手（スペシャルチーム部門）に選ばれた。第8週のワシントン・レッドスキンズ戦でも4本のFG、1本のエクストラポイント全てを成功させて週間最優秀選手に選ばれた。